# Beemoor
Beemoor ist eine Siedlung bei Arle, einem Ortsteil der Gemeinde Großheide im ostfriesischen Landkreis Aurich.
Die Siedlung wurde 1841 als Kolonie gegründet. Über die Namensherkunft von „Beemoor“ gibt es mehrere Theorien. Zum einen verzeichnen die Arler Kirchenbücher seit 1788 die Bezeichnung „Beim Moor“ für die Kolonie am Dornumer Moorweg (heute: Südarle), die sich in unmittelbarer Nähe zu der späteren Kolonie Beemoor befand. Es ist möglich, dass sich aus „Beim Moor“ der Name „Beemoor“ entwickelte. Anderen Deutungen nach ist der Name „Beemoor“ aus „Beerenmoor“ entstanden oder hat mit dem Straßennamen „Bedmoor“ in Norden zu tun.
1912 hatte Beemoor 27 Einwohner.